# Stronghold: Crusader
Stronghold: Crusader é o sucessor do jogo eletrônico para computador da Firefly Studios, Stronghold. Crusader é muito parecido com o original Stronghold, mas difere de seu antecessor no fato de que o jogo não é fixado em um lugar da Europa, na verdade ele se passa no Oriente Médio durante as Cruzadas. O jogo apresenta várias novas unidades Árabes que podem ser compradas em uma nova construção, o posto mercenário. Embora as tropas Árabes não necessitem de nenhum recurso para serem produzidas, elas são bastantes caras. O jogo também foi lançado como Stronghold Warchest. Esta versão é uma junção do Stronghold e uma versão melhorada de Stronghold Crusader, contendo personagens adicionais e uma Trilha Cruzada nova.
O Stronghold Warchest foi lançado apenas na América do Norte, significando que os jogadores do resto do mundo nunca chegaram a ver a segunda Trilha Cruzada, ou o segundo conjunto de personagens. Isso mudou quando uma versão atualizada de Stronghold Crusader, Stronghold: Crusader Extreme foi lançada no começo de 2008.

## Campanhas
Stronghold Crusader apresenta vários conjuntos de campanha em estratégia em tempo real. Estas documentam a Primeira, Segunda e Terceira Cruzada, bem como os conflitos no interior dos estados Cruzados. Cada campanha é composta por várias batalhas, como a de Niceia, Heracleia, o cerco de Antioquia, Fortaleza dos Cavaleiros e o Cerco de Jerusalém. O jogo também apresenta a Trilha Cruzada, uma série de 50 missões conectadas contra vários oponentes. Stronghold Warchest adiciona mais duas Trilhas Cruzadas, um composta por 30 missões conectadas e uma Trilha Extrema composta por 20 missões conectadas.

## Jogabilidade
A jogabilidade é bem semelhante ao original Stronghold, a principal diferença é que o jogo se passa no Oriente Médio. Como consequência, fazendas só podem ser construídas sobre os pastos dos oásis, o que leva a rivalidade entre os jogadores aumentarem devido à busca por espaçado de cultivo e recursos. O jogo adiciona novos oponentes com AI (inteligência artificial, o número destes varia conforme a versão do jogo) e várias novas unidades Árabes compráveis em um posto mercenário. A cor das unidades dos jogadores também são alterados do azul para o vermelho, a fim de combinar com as cores dos Cavaleiros Templários.

## Personagens
O jogo contém vários personagens diferentes, disponíveis para serem selecionados como aliados e inimigos. Os oponentes do jogo original retornam, assim como os novos lordes árabes e cruzados disponíveis:
- The Rat (Duque de Puce): The Rat (o Rato em português) foi criado como filho único em terras pertencentes à família Puce. O duque sustentava sua mãe e nunca pagava impostos e portanto tinha apenas o suficiente para sobreviver. Um dia um mensageiro veio e revelou que seu pai era o próprio Duque de Puce que havia engravidado sua mãe quando ela trabalhava como servente no castelo. Devido a um infortúnio acidente toda a família Puce morreu no mar enquanto retornava de férias deixando o Rat como o próxima na linha para herdar o título de Duque.
- The Snake (Duque Beauregard): The Snake (a Cobra em português) já havia sido o governador de algumas das províncias mais ricas do país, onde ele vivia extremamente proveitoso das taxas que ele coletava sem declarar, até que o rei descobriu, ele então o mandou cuidar das 'novas colônias'. Durante uma das suas primeiras batalhas, ele lutou contra o seu próprio pai e perdendo um dos olhos em combate. Naquele dia, Snake jurou que não iria descansar até que todas as cabeças de sua família estivessem grudadas em estacas na porta de seu castelo.
- The Pig (Duque de Truffe): Quando Pig (Porco em português) nasceu era fofocado pelos cantos que ele era tão feio que seus pais o haviam abandonado na rua. Seja qual for o caso, sabe-se que ele foi levado por um grupo de bandidos que invadiam pequenas cidades e vilas em todo o país. Apesar de crescer com este pequeno exército de malandros ele era muito mal alimentado; no entanto, após desenvolver uma cruel, mas efetiva e inteligente e ao mesmo tempo básica estratégia militar ele se tornou o líder do bando, Pig tinha certeza de que a sua primeira ordem seria a de comer as melhores comidas após cada ataque, e tem comido demais desde então. Ele é bastante resistente, e não irá cair sem uma luta.
- The Wolf (Duque Volpe): O passado de Wolf (Lobo em português) é um total mistério e tudo o que se sabe sobre sua história é o que se ouvem nos boatos pouco confiáveis que contam. Por isso, acredita-se que seus pais morreram de causas naturais e ele rapidamente tomou o trono em seu décimo oitavo aniversário.
- Richard the Lionheart: Richard the Lionheart (Ricardo Coração de Leão ou Ricardo I de Inglaterra em português) possuí um conhecimento razoável da economia da região por um soldado, mas é no campo de batalha que ele avança. Bravo e destemido, sua capacidade de cerco é acima de qualquer outro.
- Saladin: Mais do que qualquer outro Lorde, o Saladino domina a economia do deserto. Ele não tem nenhuma pressa em levar suas unidades ao campo de batalha, mas quando ele ataca, será uma situação de perigo ao adversário.
- The Caliph: Cruel e vingativo, Caliph (Califá em português) é hábil em trazer sofrimento ao povo de seu inimigo e também ao seu próprio povo. Se ele conseguir que seu lado tirânico aja, seus métodos não serão nada leais, e iram ser como um espinho no dedo.
- The Sultan: O Sultan (Sultão em português) é mais… digamos… um poeta, do que um guerreiro, preferindo festejar ao invés de cuidar de questões objetivas de seu próprio castelo. Podemos dizer com certeza de que ele não possuí a espada mais afiada do deserto. Seu povo o ama, e seus soldados lutarão para defendê-lo até ao fim.

Os personagens a seguir apenas apareceram em Stronghold Warchest (no entanto os três primeiros são baixáveis pelo site principal).
- Philip II of France: Rei Philip (Filipe II de França em português) está à procura de glória e prestígio em sua aventura no deserto. Sua impulsiva insistência no uso de seus cavaleiros como sua principal força na batalha é muito comum, e acaba quase sempre em sua própria destruição.
- Emperor Frederick: Emperor Frederick (Imperador Frederico em português) talvez seja o melhor estrategista de todo o deserto. Existem apenas alguns pontos fracos em sua proteção e se deixar ele sozinho por um tempo, ele pode se tornar uma força muito poderosa.
- The Sheriff: O Sheriff (Xerife em português) é o lorde mais cruel em toda a terra e sem dúvida o mais misterioso. Ele irá usar tanto Árabes quanto Cruzados, juntamente com todas as defesas de seu sujo castelo, sempre atrás de seu próprio interesse.
- The Nizar: O Nizar pode pegar seus inimigos de surpresa se estes estiverem despreparados e não conhecerem suas táticas rápidas e silenciosas. Seus castelos que mais parecem ilhas são apenas efetivos em lugares de terreno baixo, onde ficam mais difíceis as invasões e ataques de se atacar.
- The Wazir: O Wazir (Vizir em português) é conhecido por ser um líder espirituoso e ter um temperamento quente. Sua persistência em usar cavaleiros arqueiros fazem dele uma praga, embora sua técnica de cerco deixe a desejar.
- The Emir: Emir é um líder Árabe do tipo bom-coração e relaxado. Possuí uma economia sempre muito forte assim como as suas táticas de ataque…o que ele faz…em força!
- The Abbot: O Abbot (Abade em português) se considera auto-responsável por sua fé. Seus monges vingativos se acumularam em grande número para invadir os castelos inimigos.
- The Marshal (Sir Longarm do original Stronghold): Este lutador aposentado tenta ser mais cauteloso do que já foi. Quando seus cavaleiros saem de seu castelo para a pratulha é melhor que todos estejam dentro de casa.

## Stronghold: Crusader Extreme
Em 28 de Janeiro de 2008, a Firefly Studios anunciou Stronghold: Crusader Extreme. Ostentando que haveria "novas potências táticas", "novos oponentes artificiais e mapas", e "uma nova trilha cruzada extrema", "batalhas apresentando mais de 10,000 unidades" e compatibilidade com o Windows Vista. Ele foi lançado em 28 de Maio de 2008.